# Haworthiopsis tessellata
Haworthiopsis tessellata, coneguda abans com Haworthia tessellata, és una espècie del gènere Haworthiopsis que pertany a la subfamília de les asfodelòidies. Ha estat considerada una subespècie del seu parent proper, Haworthiopsis venosa.

## Descripció
Haworthiopsis tessellata és una espècie suculenta perennifòlia de creixement lent que arriba als 15 cm d'alçada i de fins a 10 cm de diàmetre. És una planta sense tija; les fulles són sèssils fins a 5 cm de llargada, fins a 3 cm d'amplada a la base, carnoses, de textura ferma, àmpliament triangulars, fortament recurvades de color marró a verd i cuspidades a l'àpex. La part superior està marcada per sis línies verticals anastomoses de color verd pàl·lid, que formen un disseny quadrat i amb finestres. La part inferior se sol arrodonir lleugerament escabrida amb tubercles coriàtics elevats, especialment a la part superior on es disposen en fileres transversals, marges amb dents blanques recurvades. Les fulles són verdoses, formen una roseta i es tornen vermelloses a ple sol. A l'estiu apareixen petites flors blanques, en una inflorescència senzilla amb poques flors de fins a 50 cm d'alçada.
Està molt relacionada amb Haworthiopsis granulata (restringida a l'extrem sud-oest de la seva àrea de distribució prop de Laingsburg) i amb Haworthiopsis venosa (una espècie restringida a un punt de la costa sud de Sud-àfrica).

## Distribució i hàbitat
Aquesta espècie estesa es pot trobar a l'interior àrid de Sud-àfrica, concretament a les següents províncies: Cap Septentrional, Cap Occidental, Cap Oriental, Estat Lliure i Nord-oest. El seu hàbitat és el Karoo sec i plujós a l'estiu, on creix entre els arbustos i en zones rocoses. També creix fins al nord i al sud de Namíbia.

## Taxonomia
Haworthia tessellata va ser descrita per Adrian Hardy Haworth i publicada a Philosophical Magazine and Journal 64: 300, a l'any 1824. i reubicada a Haworthiopsis com a Haworthiopsis tessellata per G.D.Rowley el 2013.
Etimologia
Haworthiopsis: La terminació -opsis deriva del grec ὀψις (opsis), que significa 'aparença', 'semblant' per la qual cosa, Haworthiopsis significa "com a Haworthia", i que honora al botànic britànic Adrian Hardy Haworth (1767-1833).
tessellata: epítet llatí que significa "tessel·lat o quadriculat, estampat com un mosaic, en al·lusió a la disposició de berrugues a la part posterior de les fulles".
Varietats acceptades
- Haworthiopsis tessellata var. tessellata. (Varietat tipus)
- Haworthiopsis tessellata var. crousii (M.Hayashi) Gildenh. & Klopper, Phytotaxa 265: 15 (2016).:[6] Aquesta varietat és similar en aparença a la varietat típica, encara que molt més robusta i menys prolífera.[7]

Sinonímia
- Haworthia tessellata Haw. (Basiònim/sinònim reemplaçat)
- Aloe tessellata (Haw.) Schult. & Schult.f.
- Catevala tessellata (Haw.) Kuntze
- Haworthia venosa subsp. tessellata (Haw.) M.B.Bayer
- Haworthia venosa var. tessellata (Haw.) Halda[8]